# Flowers for Vases / Descansos
Flowers for Vases / Descansos (estilizado como FLOWERS for VASES / descansos ) es el segundo álbum de estudio de la cantautora estadounidense y líder de Paramore, Hayley Williams. Se lanzó sin previo aviso a través de Atlantic Records el 5 de febrero de 2021, nueve meses después de su predecesor Petals for Armor (2020), y dos meses después de la obra extendida Petals for Armor: Self-Serenades (2020).

## Antecedentes
Después del lanzamiento de Petals for Armor: Self-Serenades en diciembre de 2020, que incluye una demostración de «Find Me Here», el sitio web de Williams comenzó a redireccionar a la página web Flowers for Vases con pistas de demostración de 15 segundos de las canciones del proyecto el 22 de enero. 2021. El 29 de enero, comenzó a enviar obsequios a los fanáticos, incluidas partes del cuerpo de una muñeca con la nota «Plant Me» y un paquete especial que incluía una vela del Santuario y un CD con «My Limb». Williams también reveló que el álbum es su propio equivalente al disco Folklore de Taylor Swift.
El 4 de febrero, Williams anunció Flowers for Vases / Descansos a través de las redes sociales un día antes de su lanzamiento, incluidos los créditos del álbum, y también explicó que el álbum sirve como una precuela o "desvío" de su primer álbum de estudio, Petals for Armor.
El 22 de abril del 2022 el álbum fue lanzado para su venta en formato CD a través de la página oficial de Hayley Williams.

## Recepción crítica
Flowers for Vases / Descansos recibió críticas positivas de los críticos musicales. En Metacritic, que asigna una puntuación normalizada de 100 a las valoraciones de las publicaciones, el álbum recibió una puntuación media de 78 según 12 reseñas, lo que indica "reseñas generalmente favorables".

## Lista de canciones
Todas las canciones escritas por Hayley Williams y producidas por Daniel James.

| N.º   | Título              | Duración |  |
| 1.    | «First Thing to Go» | 2:59     |  |
| 2.    | «My Limb»           | 2:53     |  |
| 3.    | «Asystole»          | 3:05     |  |
| 4.    | «Trigger»           | 4:04     |  |
| 5.    | «Over Those Hills»  | 3:12     |  |
| 6.    | «Good Grief»        | 2:38     |  |
| 7.    | «Wait On»           | 3:10     |  |
| 8.    | «KYRH»              | 2:34     |  |
| 9.    | «Inordinary»        | 4:44     |  |
| 10.   | «HYD»               | 3:42     |  |
| 11.   | «No Use I Just Do»  | 2:09     |  |
| 12.   | «Find Me Here»      | 2:11     |  |
| 13.   | «Descansos»         | 1:59     |  |
| 14.   | «Just a Lover»      | 3:03     |  |
| 42:30 |                     |          |  |

## Créditos y personal
- Hayley Williams : todos los instrumentos, todas las voces, composición
- Daniel James -  producción, ingeniería
- Carlos de la Garza – mezcla
- Heba Kadry - masterización
- Denyse Tontz - asistente de ingeniería de mezclas
- Lindsey Byrnes - dirección creativa, fotografía